# Charles Giordano
Charles Giordano, né en 1954 à Brooklyn (New York), est un musicien américain connu pour jouer dans le groupe E Street Band de Bruce Springsteen. 

## Biographie
Giordano joue des claviers, de l'orgue et de l'accordéon. Il a remplacé Danny Federici dans le E Street Band après le décès de ce dernier en 2008.
Il a collaboré avec Springsteen dès 1997, avec les premiers enregistrements de We Shall Overcome: The Seeger Sessions. Il va ensuite faire partie du groupe qui a joué en tournée ces reprises de Pete Seeger.
Auparavant, il a joué avec Pat Benatar dans les années 1980. Il a joué aussi avec le The David Johansen Group et Buster Poindexter and The Banshees of Blue.

## Setup
Giordano joue avec le matériel suivant :
- Yamaha MOTIF XS7
- Hammond
- NordStage
- Table de mixage SOUNDCRAFT 16 entrées